# Campeonato do Mundo B de Hóquei em Patins de 1986
O Campeonato do Mundo B de Hóquei Patins de 1986 foi a 2ª edição do Campeonato do Mundo B de Hóquei em Patins, que se realiza a cada dois anos. É uma competição organizada pela FIRS (Federação Internacional de Desportos sobre patins) que apura os 3 primeiros classificados para o Campeonato do Mundo de Hóquei em Patins Masculino de 1988.A competição decorreu em Cidade do México, México entre os dias 6 de Outubro e 12 de Outubro.

## Inscritos
Estão representados os cinco continentes na segunda edição do Campeonato do Mundo B de Hóquei em Patins. 
| Continente | Pais               | Continente | Pais       | Continente | Pais          |
| ---------- | ------------------ | ---------- | ---------- | ---------- | ------------- |
| Europa     | Alemanha Ocidental | Americano  | Colômbia   | Asia       | Japão         |
| Europa     | Holanda            | Americano  | Costa Rica | Oceania    | Austrália     |
| Africa     | Moçambique         | Americano  | México     | Oceania    | Nova Zelândia |

## Fase Final

### Apuramento Campeão
| CAMPEÃO DO MUNDO DE HÓQUEI EM PATINS B 1986 |
| ------------------------------------------- |
| ALEMANHA PRIMEIRO TITULO                    |

| Time          | J | V | E | D | GP | GC  | SG   | Pts |
| ------------- | - | - | - | - | -- | --- | ---- | --- |
| Alemanha      | 8 | 7 | 1 | 0 | 91 | 20  | +71  | 22  |
| Holanda       | 8 | 6 | 2 | 0 | 83 | 12  | +71  | 20  |
| Moçambique    | 8 | 5 | 0 | 3 | 40 | 24  | +16  | 15  |
| Austrália     | 8 | 5 | 0 | 3 | 65 | 29  | +36  | 15  |
| Colômbia      | 3 | 3 | 0 | 0 | 38 | 30  | +8   | 9   |
| Nova Zelândia | 3 | 2 | 0 | 1 | 43 | 32  | +11  | 6   |
| México        | 3 | 1 | 0 | 2 | 46 | 37  | +9   | 3   |
| Japão         | 3 | 0 | 0 | 3 | 11 | 74  | −63  | 0   |
| Costa Rica    | 3 | 0 | 0 | 3 | 4  | 163 | −159 | 0   |

|               | ALE | HOL | MOZ | AUS  | COL | NZL | MEX | JPN  | CRC  |
| ------------- | --- | --- | --- | ---- | --- | --- | --- | ---- | ---- |
| Alemanha      | –   | 5–5 | 6–2 | 11–4 | 6–1 | 7–4 | 6–3 | 20–1 | 30–0 |
| Holanda       |     | –   | 5–0 | 4–2  | 8–1 | 3–3 | 9–0 | 13–0 | 36–1 |
| Moçambique    |     |     | –   | 5–4  | 3–0 | 5–2 | 3–4 | 6–2  | 16–1 |
| Austrália     |     |     |     | –    | 6–2 | 7–3 | 8–4 | 11–0 | 23–0 |
| Colômbia      |     |     |     |      | –   | 5–1 | 6–5 | 12–1 | 11–1 |
| Nova Zelândia |     |     |     |      |     | –   | 4–3 | 6–1  | 20–1 |
| México        |     |     |     |      |     |     | –   | 6–0  | 11–1 |
| Japão         |     |     |     |      |     |     |     | –    | 6–0  |
| Costa Rica    |     |     |     |      |     |     |     |      | –    |

## Classificação final
| 1. Alemanha Ocidental |
| 2. Holanda            |
| 3. Moçambique         |
| 4. Austrália          |
| 5. Colômbia           |
| 6. Nova Zelândia      |
| 7. México             |
| 8. Japão              |
| 9. Costa Rica         |